# Jens L Emborg
Jens Laursøn Emborg (Ringe (Faaborg-Midtfyn), 22 de desembre, 1876 -  Vordingborg (Selàndia), 18 d'abril, 1957) va ser un professor, compositor i organista danès.

## Biografia
Va néixer a Ringe on Funen com el gran de cinc germans, tots els quals tocaven un instrument de corda. Un dels germans era Ejnar Emborg, un altre Aage Emborg, tots dos compositors i professors de música. Els altres dos germans eren Svend Emborg, el fill del qual Harald Bjerg Emborg també estava a la indústria de la música, i Rasmus Emborg, el besnét del qual és el pianista i compositor de jazz Jørgen Emborg.
De petit, Jens Laursøn va rebre lliçons esporàdiques de violí a càrrec d'un violinista itinerant. Quan encara era un infant, abans de la confirmació, va començar a prendre's la música seriosament i va tocar la viola durant un temps en un quartet de corda local. En aquest sentit, el nen va compondre un quintet de piano, que era tan bo que els seus companys adults volien que l'enviessin al conservatori de Copenhaguen. El seu pare era mestre, i volia que el seu fill tingués una professió més segura, de manera que Jens pogués escollir entre l'agricultura o la formació per convertir-se en professor. Com a professor, però, va poder dedicar-se a la música durant un temps, així que Jens Laursøn va anar al Seminari Jelling i s'hi va educar el 1895. Durant 2 anys va ser professor ajudant amb el seu pare, després dels quals va aconseguir una feina com a músic i cantant, professor de música al Seminari de Vordingborg, feina que va durar entre 1897 i 1939.
Durant els primers anys a Vordingborg, va anar sovint a Copenhaguen per continuar la seva formació en violí, orgue i composició amb Valdemar Tofte i Otto Malling. El 1906 va esdevenir organista a l'església de Vordingborg, càrrec que va ocupar fins al 1952. El 1925 Emborg va rebre l'Anckerske Legat. Del 1939 al 1947 va ser inspector de cant de l'estat, una mena d'ajudant i assessor del Ministeri d'Educació.
Emborg va ser extremadament productiu. Fins al 1905 va escriure molta música, que va destruir en la seva major part. Tot i així, ha deixat enrere més de 100 números d'opus, entre els quals hi ha 3 òperes, 5 simfonies, una sèrie de concerts instrumentals, altra música orquestral, moltes obres de música de cambra, un gran nombre d'obres de cançons que van des de petites cançons senzilles fins a obres més grans, amb cor sol i orquestra i finalment una sèrie d'obres per a orgue.
Malgrat la seva residència a Vordingborg, molt allunyada de la vida musical oficial, sovint va fer interpretar la seva música tant a Dinamarca com, fins a principis dels anys trenta, també a Alemanya. Gran part de la seva música va ser escrita pensant en un públic alemany.
La música es descriu com a tradicional. És tècnicament so i melodiós. L'orquestra és sovint reduïda, i Emborg no simpatitzava amb el so orquestral aclaparador del romanticisme tardà. Va mantenir un so més senzill, que estava inspirat en la música barroca.
Opus 91 La nostra mare terra, es va representar en la inauguració de l'estudi 1, la sala de concerts de l'antiga casa de la ràdio, que actualment és la sala de concerts del conservatori de música.

## Música
Hi ha una gran divergència en les diverses fonts pel que fa a la numeració de l'opus, per la qual cosa aquesta llista s'ha de prendre amb reserves.
- Opus. 1 Nocturn, (violoncel i piano)
- Opus. 26 Cançons populars (1906)
- Opus. 3 4 seqüències del dia de celebració (cant, orquestra de corda i orgue - 1906)
- Opus. 4 Quartet de corda núm. 1 en re menor (1907)
- Opus. 5 I Skumringen (dos contes per a orquestra de corda - 1906)
- Opus. 6 Berceuse (violí i piano)
- Opus. 7 Quintet de clarinets (1907)
- Opus. 8 Obertura de concert en la major (orquestra – 1908)
- Opus. 10 cançons
- Opus. 11 Cançons corals
- Opus. 12 Tres poemes de Henrik Ibsen (cançons)
- Opus. 13 Quartet de corda núm. 2 en la major (1907)
- Opus. 14 6 cançons amb piano (1909)
- Opus. 15 Motets
- Opus. 16 5 cançons (1910)
- Opus. 17 4 cançons (1910)
- Opus. 18 Concert de cambra (1910)
- Opus. 19 Romanç (violí i orquestra – 1910)
- Opus. 20 Simfonia núm. 1 en sol menor (1910)
- Opus. 21 Night Pictures (trio per a violí, violoncel i piano – 1911)
- Opus. 23 Nordische Tänze (violí i piano)
- Opus. 24 cançons líriques (1912)
- Opus. 25 Quartet de corda núm. 3 en sol menor (1915)
- Opus. 26 Sonata (violí i piano – 1913)
- Opus. 27 Vier Lieder
- Opus. 28 10 peces per a piano
- Opus. 29 Dues danses nòrdiques per a violí i piano
- Opus. 30 Drei Duette (soprano i baríton amb piano – 1914)
- Opus. 31 Saul (baríton i orquestra)
- Opus. 32 26 preludi coral (1916)
- Opus. 33 4 Peces per a piano
- Opus. 34 Preludi i Elverdance. Dues peces de fantasia per a orquestra (1916)
- Opus. 35 Dues danses per a piano
- Opus. 36 9 Petites cançons (1916)
- Opus. 37 Agnete and the Merman (solo, cor i orquestra – 1916)
- Opus. 38 The Jutland Heath (baríton i orquestra – 1916)
- Opus. 39 Entrada de Jesús a Jerusalem (cantata d'església per a cor mixt, cor infantil, petita orquestra, sol i orgue -1920)
- Opus. 40 Sjølund (cor masculins i músics de metall - 1917)
- Opus. 41 Simfonia núm. 2 (1918)
- Opus. 42 Quartet de corda núm. 4 (octubre - 1920)
- Opus. 43 Telse (òpera – 1919)
- Opus. 44 Quatre composicions per a orgues (1921)
- Opus. 45 Three Songs with Ritornelles (mezzosoprano, clarinet i quartet de corda – 1922)
- Opus. 46 La poesia d'Ur Fridolin. Dalmålningar och andra visor (1921)
- Opus. 47 Festmotette (cor de 8 parts, orgue i vents – 1924)
- Opus. 48 Dues peces de fantasia per a orquestra (1921)
- Opus. 49 Concert per a orgue (amb piano i cordes – 1921)
- Opus. 50 Les 12 màscares (obra variada per a orquestra 1921)
- Opus. 51 Concert Grosso (1921)
- Opus. 52 Drei Quartette (cançons – 1923)
- Opus. 53 Quartet de corda núm. 5 en si menor (1923)
- Opus. 54 Sonata (violí i orgue 1924)
- Opus. 55a Drei kleine Stücke (flauta, violí i viola – 1923)
- Opus. 55b Drei kleine Stücke (oboè, viola i violoncel – 1923)
- Opus. 54 Sonata (violí i orgue 1924)
- Opus. 55a Drei kleine Stücke (flauta, violí i viola – 1923)
- Opus. 55b Drei kleine Stücke (oboè, viola i violoncel – 1923)
- Opus. 56 Das goldene Geheimnis (òpera còmica 1924)
- Opus. 57 Concert de cambra (violí, flauta, piano i cordes)
- Opus. 58 Concert per a violí (amb orquestra de cambra – 1926)
- Opus. 59 Cantata de Nadal (soprano, a dues parts, inclòs cor, 2 oboès, corda i orgue/piano – 1925)
- Opus. 60 Els tres motets a capella (1925)
- Opus. 61 Sis cançons espirituals per a una veu solista amb acompanyament d'orgue (1925)
- Opus. 62 motets
- Opus. 63 motets (cor mixt)
- Opus. 64 Cantata el dia de Pasqua (baix, 2 flautes, corda i orgue)
- Opus. 65 20 Preludis d'orgue (1927)
- Opus. 66 Simfonia núm. 3 (Sinfonia per una orquestra piccola 1928)
- Opus. 67 Preludio e ciacona (piano 1928)
- Opus. 68 Els espanyols (obra de Morten Korch – 1928)
- Opus. 69 Gespräch auf der Paderborner Heide (veu i 13 instruments solistes – 1928)
- Opus. Concert per a 70 oboè (1929)
- Opus. 71 The Green Lantern (pantomima de ballet - 1930)
- Opus. 72 Concert per a piano (amb orquestra de corda – 1930)
- Opus. 73 Tres divertiments (1931)
- Opus. 74 Quintet de vent (1931)
- Opus. 75 Quartetto núm. 6 en do major (1931)
- Opus. 76 Matthew Passion (orgue, corda, soli i cor - 1931)
- Opus. 77 Els amants (òpera escolar – 1931)
- Opus. 79 Alguna cosa per cantar i tocar per a l'escola i la llar (també per a associacions corals i cors de l'església)
- Opus. 78 Motet de Pentecosta: Per a cor mixt a capella,
- Opus. 80 Hymn to the Storm (cor masculin, baríton i orquestra)
- Opus. 81 Música per a piano
- Opus. 84 Duet
- Opus. 85 Duo per a piano i violí
- Opus. 86 6 Cançons per a tres veus iguals
- Opus. 77 Concert per a violí (1938)
- Opus. 88 Quatre danses nòrdiques per a petita orquestra
- Opus. 88 Quatre danses nòrdiques per a petita orquestra
- Opus. 89 Fantasia simfònica (orquestra 1939)
- Opus. 90 Una mica de tot: 25 cançons i espectacles
- Opus. 91 La nostra mare terra (solo, cor mixt i orquestra – 1941)
- Opus. 92 Concert d'orgue núm. 2 (òrgan + orquestra)
- Opus. 93 Sonatina en Bb major (oboè i piano)
- Opus. 94 El dia i la nit (4 pcs. cor mixt)
- Opus. 95 Concert per a piano (1944)
- Opus. 96 Simfonia núm. 4 (1947)
- Opus. 97 Simfonia núm. 5 (1948)
- Opus. 98 Concert per a violoncel (1948)
- Opus. 99 Sankt Laurentius Vise per a tenor, baríton, solo, cor masculí i piano (1952)
- Opus. 101 Concert per a trompeta (1953)

- Danse rustice (violoncel i piano 1907)
- Estat d'ànim de nit d'estiu (3 veus directes i orquestra de corda - 1908)
- Meine Mutter (cançó de 1912)
- Suleima (cançons per a baríton i piano 1918)

- Oblidat i guardat (cantata per a cor mixt i instruments)
- Sufixos I-IX.
- Evening in the Forest (cançó de 4 parts amb piano)
- Praeludium e fughetta per a 2 pianos
- Preludi i fuga núm. 1 òrgan
- Sommerblæst (cantata per a cor mixt i instruments)
- Sonatina en re major
- Sonatina (violí i harmònium)
- Quartet de corda en mib
- La llegenda del diluvi (recitació i piano)
- The Year in Denmark's Nature (cor d'homes)
- Sr. Witteborg (Cor mixt)
- Songs in Wikisource

A més, una sèrie de cançoners i publicacions educatives de cant.